# روس‌نفت

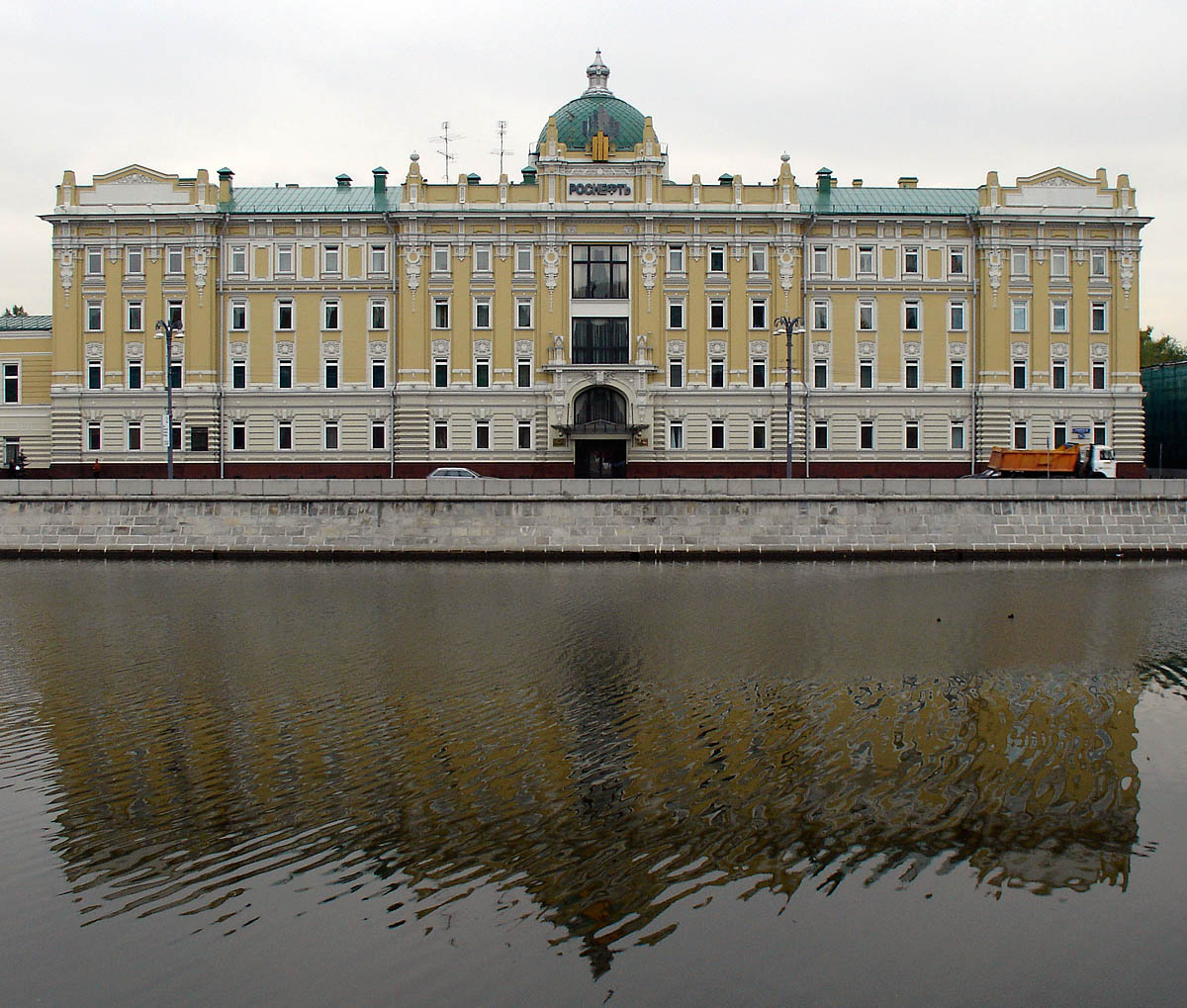
دفتر مرکزی شرکت روس‌نفت در شهر مسکو

روس‌نِفت (به روسی: Rosneft) شرکت نفت و گاز روسی است، که ۶۹ درصد از سهام آن متعلق به دولت روسیه و ۱۹ درصد از سهام آن نیز در اختیار شرکت بریتانیایی بی‌پی می‌باشد. دفتر مرکزی این شرکت در منطقه بالچوگ، در نزدیکی کاخ کرملین، در شهر مسکو قرار دارد.
شرکت روس‌نفت در سال ۱۹۹۳ به‌عنوان یک واحد سازمانی، توسط دولت روسیه تأسیس شد و با تزریق دارایی‌های شرکت "روس‌نفته‌گاز"، فعالیت عملیاتی خود را آغاز کرد. این شرکت پس از خریداری دارایی‌های بزرگترین شرکت نفتی روسیه؛ یوکاس، در مزایده دولتی، به یک شرکت نفتی بزرگ تبدیل شد. فعالیت عمده شرکت روس‌نفت در حوزه‌های اکتشاف، تولید و پالایش نفت خام و گاز طبیعی، همچنین تولید محصولات پتروشیمی متمرکز می‌باشد.
از ماه مارس سال ۲۰۱۳ در پی خریداری سومین شرکت بزرگ نفتی روسیه؛ تی‌ان‌کی-بی‌پی، توسط روس‌نفت، این شرکت به‌عنوان بزرگترین شرکت نفتی روسی شناخته می‌شود. هم‌اکنون ایگور سچین که از نزدیکترین متحدان ولادیمیر پوتین است، مدیرعاملی این شرکت را برعهده دارد.
از مشتریان روس نفت در ایران می توان به :
۱) شرکت آریا نفت 
۲) شرکت ملی نفت 
۳) شرکت تجارت افشان رضوان (تارضوان)
۴) شرکت تام انرژی صبا
اشاره نمود.

## تاریخچه

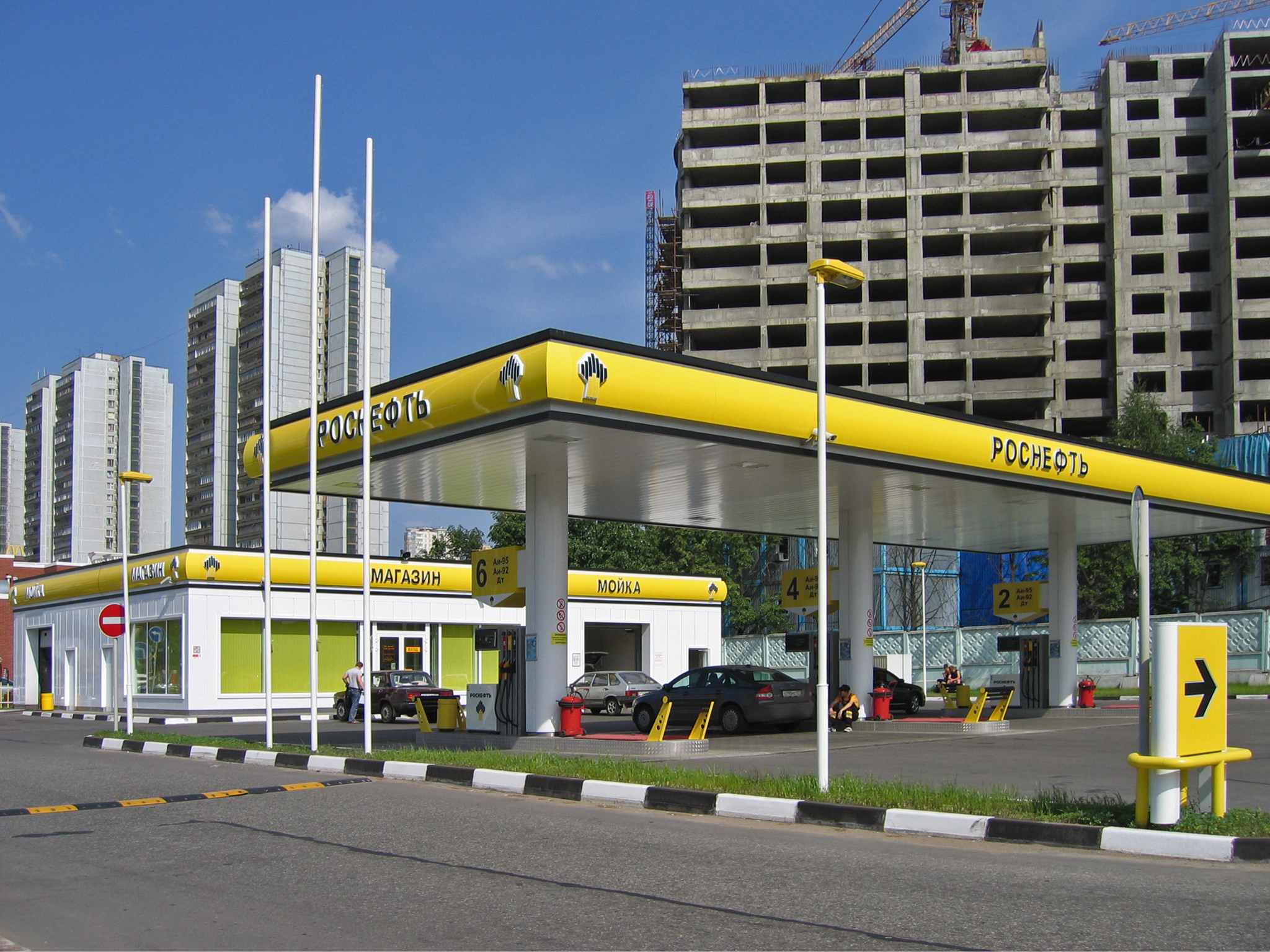
پمپ بنزین روس‌نفت، در شهر مسکو

شرکت روس‌نفت در سال ۱۹۹۳ به عنوان یک واحد سازمانی تأسیس شد. این شرکت نخست با تزریق دارایی‌های شرکت "روس‌نفته‌گاز" که از شرکت‌های زیرمجموعه وزارت نفت و گاز اتحاد جماهیر شوروی سوسیالیستی محسوب می‌شد، راه‌اندازی گردید.
در طول دهه ۱۹۹۰ میلادی تقریباً همه شرکت‌های نفتی روسی و پالایشگاه‌ها، نخست به این شرکت ضمیمه شد، سپس در یک فرایند کنترل‌شده، از شرکت روس‌نفت تفکیک و در پایان به‌عنوان یک شرکت سهامی عام ثبت می‌شدند. این شرکت‌ها در مجموع به ۱۰ شرکت یکپارچه تبدیل شدند.
در تاریخ ۲۹ سپتامبر ۱۹۹۵ دولت روسیه پس از تصویب قانون شماره № ۹۷۱، روس‌نفت را به یک شرکت سهامی تبدیل نمود و در ماه اکتبر سال ۱۹۹۸ دولت روسیه "سرگی بوگدانچیکوف" را به‌عنوان مدیرعامل این شرکت نفتی منصوب کرد.
شرکت روس‌نفت فعالیتش را با دو پالایشگاه نفت قدیمی به علاوه چند شرکت تابعه با میزان تولید پائین آغاز نمود. دولت روسیه در اواخر دهه ۱۹۹۰ برنامه‌های بسیاری برای خصوصی‌سازی این شرکت در نظر گرفته بود، اما به دلیل رقابت با شرکت‌های دیگر و نفوذ آن‌ها در دولت روسیه هرگز به این برنامه‌ها جامه‌عمل پوشانده نشد.
تولید نفت شرکت روس‌نفت از ۹۸ میلیون بشکه (۱۳٫۴۷ میلیون تن) در سال ۲۰۰۰ به ۱۴۸ میلیون بشکه (۲۰٫۲۷ میلیون تن) در سال ۲۰۰۴ افزایش یافت. در سال ۲۰۰۱ نیز این شرکت به‌عنوان نماینده رسمی دولت روسیه در پروژه‌های با توافقنامه‌های اشتراک تولید تعیین شد. سال ۲۰۰۳ تولید در بلوک آدای در نزدیکی دریای خزر، در غرب قزاقستان آغاز شد.
در سال ۲۰۰۴ شرکت روس‌نفت موافقت خود را به ادغام با شرکت گازپروم اعلام نمود. برنامه ادغام در ماه مه سال ۲۰۰۵ ملغی اعلام شد، که دلیل آن مخالفت بوگدانچیکوف با کاهش نقشش در شرکت ادغامی، در مقابل مدیرعامل شرکت گازپروم؛ الکسی میلر بود.

## مزایده یوکاس

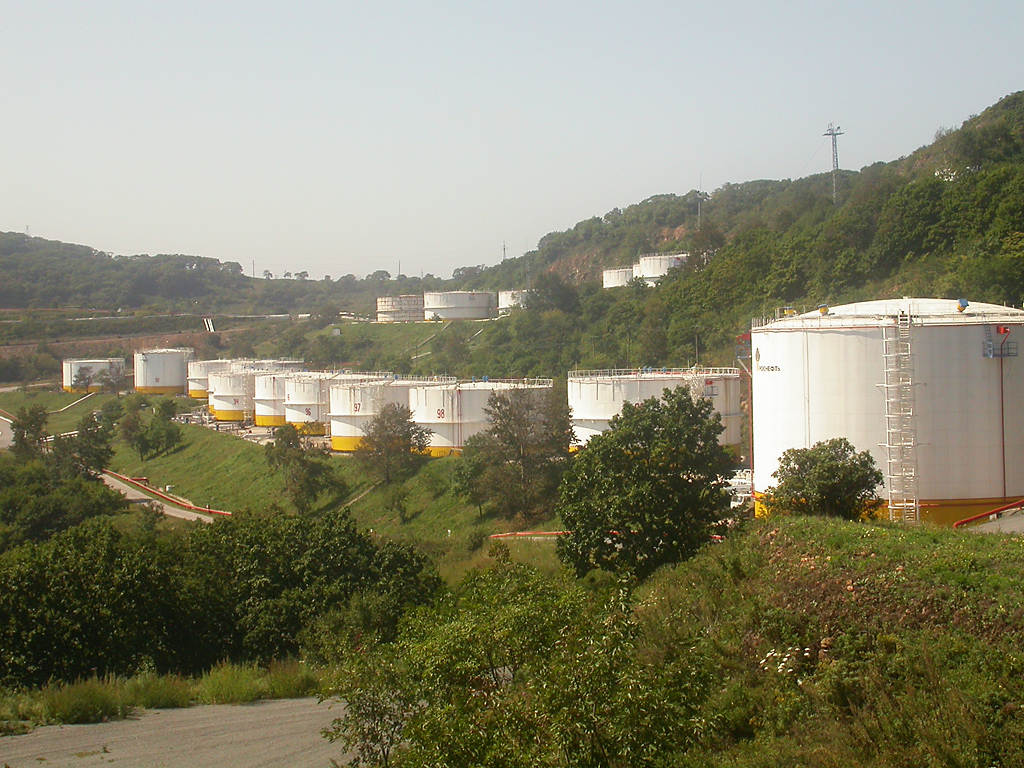
پایانه ناخودکا، روسیه

از سال ۲۰۰۴ یک سری از مزایده‌ها توسط دولت روسیه سازماندهی شد، که در نهایت به خرید اکثریت دارایی‌های شرکت نفتی یوکاس که در گذشته نه چندان دور بزرگترین شرکت نفتی کشور روسیه محسوب می‌شد، توسط روس‌نفت انجامید.
در تاریخ ۲۲ دسامبر ۲۰۰۴ روس‌نفت اقدام به خریداری شرکت نفتی نه‌چندان شناخته شده روسی؛ به نام گروه مالی بایکال نمود. سه روز پیش از آن گروه بایکال، بزرگترین شرکت تابعه کمپانی یوکاس، به نام "یوگانسک" (به روسی: Yugansk) را، خریداری کرده بود.
روس‌نفت در سال ۲۰۰۵ و پس از مالکیت شرکت یوگانسک به دومین تولید کننده نفت و گاز روسیه تبدیل شد. تولید این شرکت در سال ۲۰۰۵ به‌طور متوسط معادل ۱،۶ میلیون بشکه نفت در روز بوده‌است.
در ماه ژوئن سال ۲۰۰۷ روس‌نفت ۷۳۱ میلیون دلار برای به‌دست آوردن دارایی‌های بخش ترابری و خطوط لوله یوکاس پرداخت نمود.

## غرامت
دادگاه بین‌المللی لاهه پس از ۱۰ سال بررسی دعوای حقوقی در ژوئیه ۲۰۱۴ با صدور حکمی به نفع سهام‌داران سابق شرکت نفت یوکاس روسیه را محکوم کرد. بر مبنای این حکم دادگاه دولت روسیه باید ۵۰ میلیارد دلار جریمه به صاحبان سابق سهام این شرکت نفت بپردازد. با این رأی دادگاه صاحبان سابق سهام شرکت نفت یوکوس روسیه به نیمی از خواست خود در دادگاه بین‌المللی لاهه می‌رسند. این سهام‌داران از دادگاه تقاضای ۱۰۰ میلیارد دلار جریمه کرده بودند. اما سرگئی لاوروف (وزیر خارجه روسیه) اعلام کرد که کشورش این حکم را نمی‌پذیرد.
دادگاه بین‌المللی دولت روسیه را متهم کرد که در گذشته میخائیل خودورکوفسکی منتقد پیشین ولادیمیر پوتین و رئیس پیشین شرکت نفت یوکاس را دستگیر و سرمایه این شرکت را بدون پرداخت مناسب زیان مصادره و شرکت را منحل اعلام کرده‌است. در حکم دادگاه لاهه آمده‌است که دلیل اصلی اقدامات روسیه علیه شرکت یوکاس نه کنترل مالیاتی، بلکه به وجود آوردن شرایطی بوده که این شرکت بزرگ نفتی را به سوی ورشکستگی سوق دهد. قضات دادگاه بین‌المللی لاهه بر این نظر بودند که دولت روسیه با دلایل سیاسی سعی در ورشکسته کردن شرکت نفت یوکاس داشت. دادگاه لاهه حکم پرداخت ۵۰ میلیارد دلار به سهام‌داران شرکت یوکاس را لغو کرد. روسیه سه دادخواست به دادگاه لاهه تقدیم کرد که در رابطه با سه دادخواست پرداخت غرامت از سوی مسکو به سهامداران پیشین شرکت یوکاس هستند. این دادخواست‌ها توسط شرکت‌های آفشوری قبرسی Hulley Enterprises Limited و Мэн Yukos Universal Limited هستند که عضو گروه Group Menatep Limited (GML) بوده و به‌طور مشترک حدود 70,5% سهام شرکت یوکاس را کنترل می‌کردند.
دادگاه حکمیت لاهه در ژوئیه سال ۲۰۱۴ دادخواست سهامداران سابق شرکت "یوکاس" را قبول کرد و روسیه را ملزم به پرداخت ۵۰ میلیارد دلار به آن‌ها کرد. در این رابطه دادخواست‌هایی دربارهٔ توقیف دارایی‌ها و وجوه متعلق به روسیه در شماری از کشورها از جمله فرانسه و بلژیک مطرح شدند. سرانجام دادگاه لاهه با صدور حکمی قبول کرد که دادگاه حکمیت لاهه صلاحیت صدور رای پرداخت ۵۰ میلیارد دلار به سهام‌داران پیشین شرکت یوکاس را نداشت و حکم صادره پیشین را لغو نمود.

## مدیریت

### مدیر عامل
شرکت روس نفت از سال ۱۹۹۳ که به‌طور رسمی فعالیتش را آغاز نمود، تابه‌حال ۴ مدیرعامل از سوی هیئت مدیره این شرکت نفتی منصوب شده‌اند، که نام‌های آن‌ها و سال‌های ریاست هر یک به صورت زیر می‌باشد:
| مدیر عامل        | از سال | تا سال       |
| ---------------- | ------ | ------------ |
| الکساندر پوتیلوف | ۱۹۹۳   | ۱۹۹۷         |
| یوری بسپالوف     | ۱۹۹۷   | ۱۹۹۸         |
| سرگی بوگدانچیکوف | ۱۹۹۸   | ۲۰۱۰         |
| ایگور سچین       | ۲۰۱۰   | تاحال‌حاضر... |

### هیئت مدیره
هم‌اکنون فهرست اعضای هیئت مدیره شرکت روس‌نفت و سمت‌های دیگر هر یک از اعضای آن به صورت زیر است.
| نام               | سمت در هیئت مدیره        | سمت‌های دیگر                                                       |
| ----------------- | ------------------------ | ----------------------------------------------------------------- |
| الکساندر نکیپولوف | رئیس هیئت مدیره          | معاون رئیس آکادمی علوم روسیه، عضو هیئت مدیره زاروبژنفت و ترانس‌نفت |
| ایگور سچین        | عضو هیئت مدیره           | مدیرعامل روس‌نفت                                                   |
| ادوارد خدایناتوف  | عضو هیئت مدیره           | معاون مدیرعامل روس‌نفت                                             |
| آندره کوستین      | نایب رئیس هیئت مدیره     | رئیس هیئت مدیره بانک جی‌اس‌سی                                       |
| هانس یورگ رودولف  | نایب رئیس دوم هیئت مدیره | رئیس بانک بارکینز                                                 |
| ولادیمیر بوگدانوف | عضو هیئت مدیره           | مدیرعامل و رئیس هیئت مدیره شرکت سورگوت‌نفته‌گس                      |
| نیکلای توکاروف    | عضو هیئت مدیره           | مدیرعامل شرکت ترانس‌نفت                                            |
| یوری پتروف        | عضو هیئت مدیره           | رئیس آژانس املاک فدرال روسیه                                      |

## سهامداران
دولت روسیه با در اختیار داشتن ۷۵٪ درصد از سهام شرکت روس‌نفت، بزرگترین سهامدار آن به‌شمار می‌آید. شرکت بریتانیایی بی‌پی نیز ۱۹٫۷۵٪ درصد از سهام روس‌نفت را در اختیار دارد.
بخشی از سهام این شرکت همچنین در بازارهای بورس مسکو و بورس لندن دادوستد می‌شود. معادل ۲٫۶ میلیارد دلار از سهام عرضه شده این شرکت در اختیار سه شرکت نفتی: پتروناس، بی‌پی و شرکت ملی نفت چین قرار دارد. همچنین معادل ۱ میلیارد دلار از سهام عرضه شده روس‌نفت در بورس لندن نیز در اختیار سه سرمایه‌گذار روسی: رومن آبراموویچ، ولادیمیر لیسین و اولگ دریپاسکا قرار گرفته‌است.

## تی‌ان‌کی-بی‌پی
تی‌ان‌کی-بی‌پی شرکت نفتی روسی است، که سومین تولید کننده نفت روسیه است و در فهرست ۱۰ شرکت بزرگ نفتی خصوصی جهان نیز قرار دارد.
شرکت تی‌ان‌کی-بی‌پی از نظر میزان ذخایر و تولید نفت خام نیز به عنوان سومین شرکت نفتی روسیه محسوب می‌شود. این شرکت با سرمایه‌گذاری مشترک شرکت بی‌پی و گروه آلفا راه‌اندازی شد. شرکت بریتانیایی بی‌پی، مالک ۵۰٪ درصد از سهام این شرکت بود و ۵۰٪ درصد دیگر آن، در اختیار کنسرسیوم گروه آلفا بوده، که توسط گروهی از بازرگانان روسی که در صدر آن‌ها جرمن خان قرار داشت، تشکیل شد. در سال ۲۰۱۳ شرکت روس‌نفت سهام شرکت بی‌پی را در تی‌ان‌کی-بی‌پی خریداری کرد و هم‌اکنون مالک نیمی از سهام آن محسوب می‌شود. در مقابل شرکت بی‌پی نیز مالکیت ۱۹٫۷۵٪ درصد از سهام شرکت روس نفت را خریداری نمود.